# John Ottis Adams

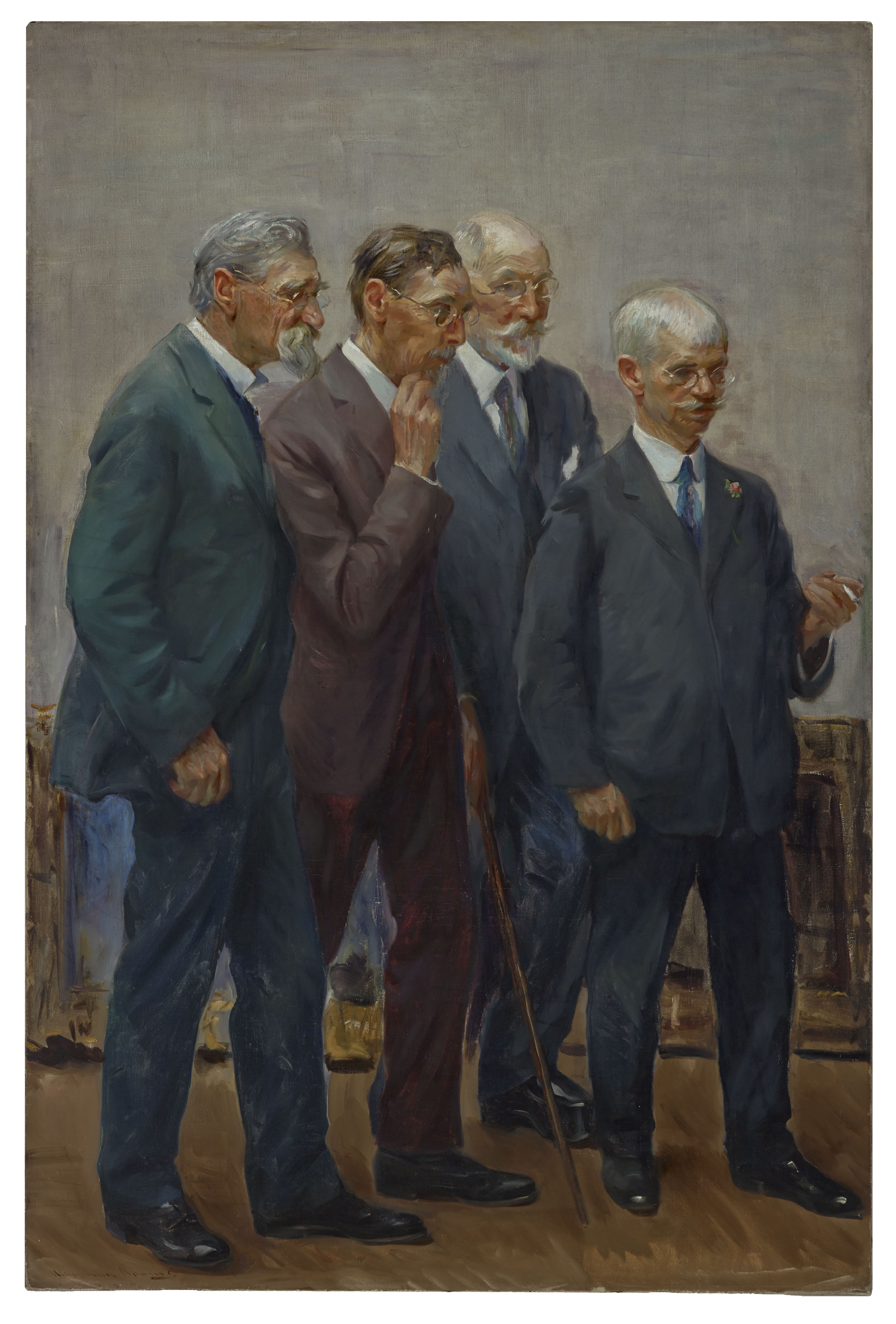
John Ottis Adams (tweede van rechts)

John Ottis Adams (Amity (Indiana), 8 juli 1851 - Indianapolis (Indiana), 28 januari 1927) was een Amerikaanse impressionistische kunstschilder en lid van de Hoosier Group. 
Hij bracht zijn jeugd door in Franklin, Shelbyville en Martinsville en ging voor twee jaar naar het Wabash College in Crawfordsville. 
Hij studeerde voor twee jaar kunst aan de Royal College of Art in Londen samen met John Parker, voor zeven jaar aan de Academie voor Beeldende Kunst in München samen met Theodore Steele en in Schleissheim samen met J. Frank Currier. In 1887 opende hij in Muncie (Indiana) een studio en een kunstschool. Nadat deze school was gesloten was hij een van de oprichters van de Muncie Art Students League. 
Later richtte Adams, samen met andere leden van de Hoosier Groep, de Herron School of Art op in Indianapolis.
Samen met zijn vrouw Winifred Brady Adams, ook een schilder, woonde en schilderde hij op De Hermitage in Brookville, net als Steele en zijn vrouw. 
Samen met William Forsyth, gaf Adams ook les aan Francis Focer Brown. 